# 編集会議
『編集会議』（へんしゅうかいぎ）は、2008年6月28日から2009年6月29日までエフエム山陰 (V-air) で放送されていたラジオ番組。フリーペーパー『MUZZLE』の編集に携わっていた加藤寛大ほか同紙のスタッフが出演していた。放送時間は毎週月曜 0時30分 - 0時45分（日曜深夜、日本標準時）。
番組は、主に山陰地方のおいしい食べ物を紹介。番組の最後には、各回のテーマに沿った曲を1曲かけていた。リスナーからのハガキ投稿を受け付けていたが、末期にはこれを廃止し、『MUZZLE』編集部公式サイト『週刊裏マズル』内に設けられていた番組特設ページへの投稿のみ可能な状態にしていた。
その『週刊裏マズル』では、ポッドキャストにより過去のラジオ放送を聴くことができた。